# Disterigma parallelinerve
Disterigma parallelinerve är en ljungväxtart som beskrevs av Pedraza. Disterigma parallelinerve ingår i släktet Disterigma och familjen ljungväxter. Inga underarter finns listade i Catalogue of Life.